# Église catholique en Suisse
Voir aussi
L'Église catholique en Suisse, désigne l'organisme institutionnel et sa communauté locale ayant pour religion le catholicisme en Suisse.
L'Église en Suisse est organisée en huit circonscriptions ecclésiastiques (six diocèses et deux abbayes territoriales), qui ne sont pas soumises à une juridiction nationale au sein d'une église nationale mais qui sont exemptées, c'est-à-dire immédiatement soumises à la juridiction universelle du pape, évêque de Rome, au sein de l'« Église universelle ».
L'Église catholique en Suisse n'a donc aucun siège métropolitain ni d'archidiocèse. Les diocèses ont donc la particularité de ne former aucune province ecclésiastique.
En étroite communion avec le Saint-Siège, les évêques des diocèses et les abbés des abbayes territoriales en Suisse sont membres d'une instance de concertation, la Conférence des évêques suisses.
Depuis 1874, la Constitution suisse garantit la liberté pour tous les cultes. L'État fédéral n'a plus de religions d'État ni officielles, chaque canton peut choisir d'en avoir ou non. L'article 50 stipule que « Le libre exercice des cultes est garanti dans les limites compatibles avec l'ordre public et les bonnes mœurs » mais « Les Cantons et la Confédération peuvent prendre les mesures nécessaires pour le maintien de l'ordre public et de la paix entre les membres des diverses communautés religieuses, ainsi que contre les empiétements des autorités ecclésiastiques sur les droits des citoyens et de l'État » et l'article 52 précise « Il est interdit de fonder de nouveaux couvents ou ordres religieux et de rétablir ceux qui ont été supprimés » autorisant, ainsi l'Église catholique.
L'Église catholique est la communauté religieuse comptant le plus de membres en Suisse.

## Histoire de l'Église catholique en suisse
De 64 à 68, l'empereur Néron commence la persécution anti-chrétienne considérée comme tel. Pour renforcer le lien commun entre les provinces de l'Empire romain, l'empereur Aurélien (270-275) substitue la religion d'État du culte impérial par une religion de l'État : le culte du Sol Invictus.
En 313, l'empereur romain Constantin Ier signe l'édit de Milan qui autorise la liberté de religion et met fin aux persécutions anti-chrétiennes.
La première trace chrétienne en Suisse remonte à l'an 377 : Pontius Asclepiodotus, préfet romain de Sion, fit graver sur un bâtiment officiel une inscription comportant le monogramme du Christ.
En 382/383, l'empereur Gratien abandonne le titre de Pontifex maximus. Puis enfin, en 391, l'empereur Théodose Ier signe l'édit de Thessalonique qui interdit l'ensemble des cultes dits « païens » et le culte impérial d'Auguste. Le christianisme devient religion d'État. Outre l'évangélisation, l'Antiquité tardive et le Haut Moyen Âge furent aussi des périodes propices à l'émergence puis reconnaissance de saints helvétiques ou ayant été reconnus pour leur apport au christianisme local tels que Romain de Condat, saint Lupicin, sainte Clotilde, Fridolin (saint patron du canton de Glaris), saint Gall et saint Imier. A ceux-ci, s'ajoutent tous les saints liés au Massacre de la légion thébaine dont Maurice d'Agaune et ses troupes coptes ainsi que Felix, Regula et Exuperantius (les trois saints patrons de la ville de Zurich). Parmi eux, certains furent également les fondateurs de monastères importants en Suisse.
Le Saint-Siège va ériger plusieurs diocèses : l'évêché de Bâle a été érigé en 346 ap. J.C., l'évêché de Sion avant 381, le diocèse de Coire en 390, l'évêché de Genève en 400 et l'évêché de Vindonissa (aujourd'hui diocèse de Lausanne, Genève et Fribourg) en 517.
- Expansion du christianisme en 325.
- Expansion du christianisme en 600

Expansion du christianisme en 325.
Expansion du christianisme en 600.

À partir du VIe siècle, la Suisse a été atteinte brièvement par le paganisme germanique dû à l'immigration des Alamans qui ont été progressivement convertis au christianisme aux VIe et VIIe siècles, avec la création de l'évêché de Constance en 585. L'abbaye de Saint-Gall est devenue un important centre d'apprentissage au début du Moyen Âge.
Après 642, le pape Théodore Ier puis ses successeurs porteront le titre de Pontife. L'ancienne Confédération suisse était absolument catholique jusqu'à l'arrivée du protestantisme des années 1520, qui entraîna la scission du christianisme occidental entre le protestantisme et l'Église catholique.
En 1543, l'église catholique en Suisse a son premier nonce apostolique.
En 1848, la Constitution de la Suisse garantit la liberté de religion pour les catholiques et les protestants. En 1863 est créée la Conférence des évêques suisses. En 1874, la Constitution Suisse garantit la liberté pour tous les cultes. L'État fédéral n'a plus de religions d'État ni officielles, chaque canton peut choisir d'en avoir ou non. L'article 50 stipule que « Le libre exercice des cultes est garanti dans les limites compatibles avec l'ordre public et les bonnes mœurs » mais « Les Cantons et la Confédération peuvent prendre les mesures nécessaires pour le maintien de l'ordre public et de la paix entre les membres des diverses communautés religieuses, ainsi que contre les empiétements des autorités ecclésiastiques sur les droits des citoyens et de l'État » et l'article 52 précise « Il est interdit de fonder de nouveaux couvents ou ordres religieux et de rétablir ceux qui ont été supprimés » autorisant, ainsi l'Église catholique.
À la suite du IIe concile œcuménique du Vatican (1962-1965), Paul VI promulgue une nouvelle édition du Missale Romanum, la messe de Paul VI, qui ne convient pas à plusieurs séminaristes français. Ils demandent à Marcel Lefebvre, archevêque in partibus de Synnada-en-Phrygie (de), de fonder un séminaire de forme tridentine du rite romain. La Fraternité sacerdotale Saint-Pie-X est fondé en 1970 à Écône avec l'autorisation du pape Paul VI, l'institution est érigée canoniquement par François Charrière, évêque du diocèse de Lausanne, Genève et Fribourg en tant que « pieuse union » pour une durée de trois ans ad experimentum renouvelables.
En 1971 est fondée la « Conférence centrale catholique romaine de Suisse »,.
Depuis 1987, le nonce en Suisse est également accrédité auprès du Liechtenstein.
La constitution de 1999 commence par « Au nom de Dieu Tout-Puissant ! » et l'alinéa 2 de l'article 15 dispose « Toute personne a le droit de choisir librement sa religion ainsi que de se forger ses convictions philosophiques et de les professer individuellement ou en communauté. ».
Depuis 2015, l'Église catholique dispose d'un « Centre catholique des médias ».

## Abus sexuels
En septembre 2023, une étude pilote menée par l'université de Zurich a été présentée, attestant 1 002 cas d'abus sexuels commis par des membres du clergé catholique, des employés de l'Église et des membres des ordres religieux depuis le milieu du 20e siècle en Suisse.

## Organisation

### Diocèses et abbayes
L'Église catholique en Suisse est divisée en six diocèses et deux abbayes territoriales :
- Diocèse de Bâle
- Diocèse de Coire
- Diocèse de Lausanne, Genève et Fribourg
- Diocèse de Lugano
- Diocèse de Saint-Gall
- Diocèse de Sion
- Abbaye d'Einsiedeln qui est le lieu de pèlerinage marial le plus important du pays avec Notre-Dame des Ermites.
- Abbaye de Saint-Maurice

### Statistiques
En 2021, d'après l'annuaire pontifical, il y a 1316 prêtres diocésains desservant 1599 paroisses.
Dans une population de 8,7 millions d'habitants, l'Église catholique est le premier groupe sociologique, avec 34 %, avant les sans-religions (31 %), les protestants (22 %), les musulmans (5 %) et les juifs (0,2 %).